# Burchard Christian von Spilcker
Burchard Christian von Spilcker (auch: Burchard Wilhelm von Spilcker; * 11. November 1770 in Stade; † 20. Juni 1838 Arolsen) war ein deutscher Topograf, Historiker und Autor sowie Hofrat.

## Leben
Von Spilcker studierte ab 1788 Rechtswissenschaften in Göttingen. Zwischen 1793 und 1796 war er Auditeur bei der Justizkanzlei Hannover, wo er 1796 Hof- und Kanzleirat wurde. 1805 wurde er Mitglied der preußischen Subdelegationskommission in Arolsen. Nach deren Auflösung 1806 wechselte er zurück nach Hannover. Nachdem das Kurfürstentum Braunschweig-Lüneburg 1810 dem Königreich Westphalen angegliedert wurde, trat er am 24. März 1810 als Geheimer Rat und Vizekammerpräsident in Arolsen in waldeckische Dienste. 1811 wurde er darüber hinaus Vorsitzender der Kommission zur Verbesserung der Verfassungen der Städte. In dieser Funktion erarbeitete er modernisierte Stadtverfassungen für Korbach (am 3. Februar 1811 durch fürstliches Dekret verabschiedet) und Arolsen (Dekret vom 20. April 1812). Er galt als Liberaler und regte in einer Denkschrift vom 8. April 1811 an die Landstände in direkter Wahl bestimmen zu lassen, konnte sich aber bei Fürst Friedrich nicht durchsetzen. Am 29. Januar 1813 reichte von Spilcker bei Fürst Georg einen Entwurf für eine „Politische Verfassung der Fürstenthümer Waldeck und Pyrmont“ ein, jedoch wurde nicht diese, sondern ein Gegenentwurf von Wilhelm Kreussler die Basis für das spätere Organisationsedikt.
Am 24. Januar 1814 wurde er zusätzlich zum Hofgerichtspräsidenten am Hofgericht Korbach ernannt.
1824 bis zu seinem Tod stand er der Regierung von Waldeck-Pyrmont als Regierungs- und Konsistorialpräsident mit dem Titel Regierungsdirektor vor. Er war Korrespondent der Königlichen Societät der Wissenschaften in Göttingen und Mitglied der naturhistorisch oekonomischen Gesellschaft in Hannover sowie des Vereins für vaterländische Geschichte in Paderborn. im Fürstentum Waldeck.
Von Spilcker war Ritter des königlich-preußischen St.-Johanniter-Ordens und des königlich hannoverschen Guelfen-Ordens.

## Werke
- Historisch-topographisch-statistische Beschreibung der königlichen Residenzstadt Hannover, Hahnsche Buchhandlung, Hannover 1819[6]online über Google-Bücher
  - Fotomechanischer Nachdruck [d. Ausg.] v. Hirschheydt, Hannover-Döhren 1979, ISBN 3-7777-0022-3[6]
- Beiträge zur älteren deutschen Geschichte, Speyer’sche Buchhandlung, Arolsen[6]
  - Geschichte der Grafen von Wölpe und ihrer Besitzungen aus Urkunden und anderen gleichzeitigen Quellen..., Speyer’sche Buchhandlung, Arolsen 1827, (Digitalisat, Digitalisat)
  - Geschichte der Grafen von Everstein und ihrer Besizungen [!] aus Urkunden u. a. gleichzeitigen Quellen, Bd. 1, 1833[6][7] (Digitalisat)
  - Geschichte der Grafen von Everstein und ihrer Besizungen [!] aus Urkunden u. a. gleichzeitigen Quellen, Bd. 2, 1833[6]; Abschrift mit Sprungmarken online: (Memento vom 31. Juli 2012 im Webarchiv archive.today)
- Beiträge zur Geschichte der edlen Herren von Adenoys. In: Vaterländisches Archiv für Hannoverisch-Braunschweigische Geschichte Jahrgang 1833, Bd. I[8]